# Daniel Dardha
Daniel Dardha (* 1. Oktober 2005 in Mortsel) ist ein belgischer Schachspieler. Seit 2021 trägt er den Titel Großmeister. Dardha ist viermaliger belgischer Meister.

## Erfolge
Dardha erhielt 2017 die Titel des Candidate Master und des FIDE-Meister. Im September 2019 wurde ihm vom Weltverband FIDE im Alter von 13 Jahren der Titel Internationaler Meister verliehen. Im Oktober 2021 wurde dem damals 16-jährigen Dardha schließlich der Titel eines Großmeisters zuteil. Er ist damit der bisher jüngste Schachgroßmeister aus dem westeuropäischen Land.
Im Jahr 2017 gewann Dardha die belgischen U12-Meisterschaften. Ein Jahr später gewann er alle neun Partien und errang so den Titel der U14-Meisterschaft, ebenso gewann er die Weltmeisterschaft im Blitzschach in der U14-Kategorie. Bei der in Charleroi ausgetragenen belgischen Meisterschaft wurde Dardha im August 2019 schließlich mit 13 Jahren der jüngste nationale Meister der belgischen Geschichte. Diesen Erfolg konnte er seitdem in den Jahren 2021, 2022 und 2024 wiederholen.
Bei den Schach-Europameisterschaften belegte Dardha 2023 in Vrnjačka Banja punktgleich mit dem Sieger den dritten Platz. Bei der Europameisterschaft 2024 erreichte er den zweiten Platz hinter Aleksandar Inđić.
Im August 2022 überholte Dardha in der Weltrangliste Michail Gurewitsch und ist seitdem der bestgewertete Belgier. Im Dezember 2024 gelang ihm erstmals eine Platzierung in den Top 100 der von der FIDE veröffentlichten Weltrangliste.